# Anémie sidéroblastique

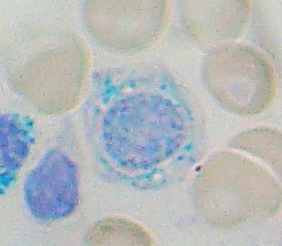
Vue microscopique d'un sidéroblaste (= érythroblaste médullaire contenant des granules de fer non héminiques, présent dans la cadre d'une anémie sidéroblastique).

 (décembre 2019).
Améliorez-le ou discutez des points à vérifier. 
L'anémie sidéroblastique est une anémie liée à un défaut de la synthèse de l'hème par une incapacité à incorporer le fer malgré un taux de fer dans le sang dans les valeurs de la normale. Cela provoque une baisse du taux de la synthèse d'hémoglobine. 
Elle est d'origine congénitale ou bien acquise.